# Battaglia di Kerlés
La battaglia di Kerlés (in ungherese kerlési csata) o battaglia di Chiraleș, nota anche come battaglia di Cserhalom, fu un combattimento avvenuto tra un esercito di Peceneghi e Oghuz comandati da Osul e le truppe del re Salomone d'Ungheria e dei suoi cugini, i duchi Géza e Ladislao, in Transilvania nel 1068. I Peceneghi avevano rappresentato la potenza dominante delle regioni più occidentali della steppa eurasiatica dall'895 circa. Tuttavia, grandi gruppi di Peceneghi si trasferirono nel penisola balcanica contemporaneamente alla migrazione verso ovest degli Oghuz e dei Cumani avvenuta negli anni 1040. La prima invasione pecenega di cui si ha notizia avvenuta in Transilvania ebbe luogo durante il regno di Stefano I d'Ungheria (regnante dal 997 al 1038).
Nel 1068, gli invasori irruppero in Transilvania attraverso i passi dei Carpazi. I reperti archeologici suggeriscono che distrussero almeno tre fortezze composte di terra e legno, comprese quelle di Doboka (oggi Dăbâca in Romania) e Sajósárvár (l'attuale Șirioara). Gli invasori eseguirono anche un'incursione di saccheggio nella regione del Nyírség, a ovest della Transilvania. Dopo aver fatto proprio un grande bottino, progettarono di lasciare l'Ungheria, ma gli ungheresi tesero un'imboscata e li annientarono su una collina vicino a Doboka. Secondo una leggenda popolare, un guerriero «cumano» tentò di fuggire dal campo di battaglia prendendo con sé una ragazza ungherese, ma il duca Ladislao lo sconfisse e lo uccise in duello.

## Contesto storico
I Peceneghi rappresentarono la potenza dominante della steppa pontico-caspica tra l'895 e il 1055 circa. Intorno all'895 sconfissero i Magiari, costringendoli a lasciare le steppe e a stabilirsi nell'Europa centrale (honfoglalás). Circa 45 anni dopo, l'imperatore bizantino Costantino VII Porfirogenito riferì che una delle «province» dei Peceneghi, il territorio dominato da una delle otto tribù, confinava con la terra controllata dagli Ungari. Secondo la stessa fonte, la terra dei Peceneghi «distava [...] quattro giorni di cammino» dall'Ungheria. Non si hanno notizie di scontri tra i Peceneghi e gli Ungari avvenuti nel X secolo. Accadde invece che, anziché scontrarsi, essi invasero assieme l'impero bizantino nel 934, come riferisce il geografo arabo contemporaneo Al-Masudi.

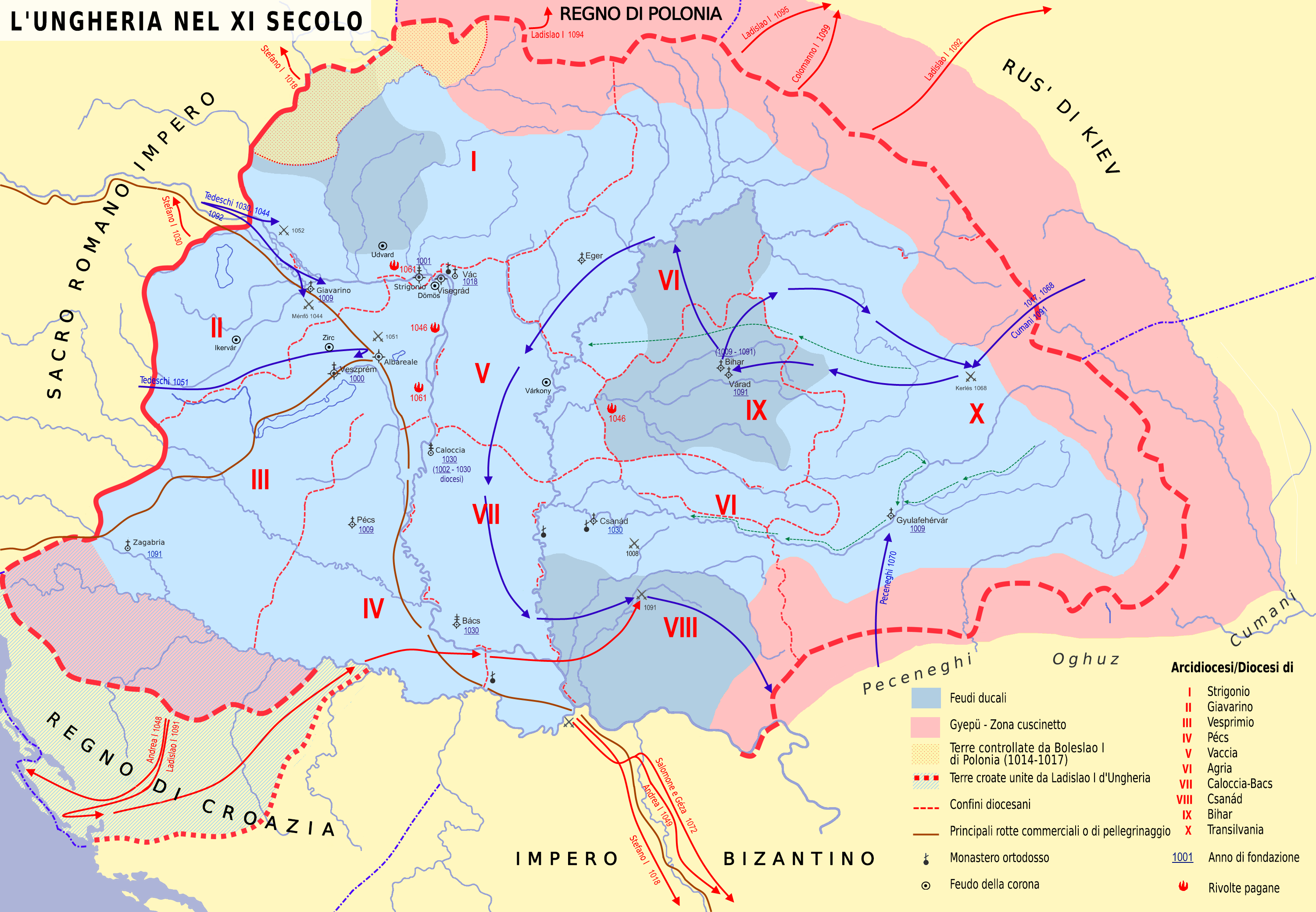
Il regno d'Ungheria nell'XI secolo; si può osservare anche l'invasione del 1068 e il luogo della battaglia

I Peceneghi invasero regolarmente l'impero bizantino a partire dal 1026 circa, lasciando intuire che fosse in atto una migrazione verso ovest partita dalle terre localizzate a est del Dnepr alla regione del Basso Danubio. Gli storici romei Giovanni Scilitze e Giorgio Cedreno menzionano gli scontri tra i Peceneghi e i loro vicini orientali, gli Oghuz, negli anni 1040. Gli Oghuz erano stati sospinti a ovest attraverso il fiume Volga dalle aggressioni innescate dai Cumani. Scilitze e Cedreno riferiscono altresì dei conflitti armati combattuti tra diversi gruppi di Peceneghi. Dopo essere usciti sconfitti nel corso di questo conflitto civile, due clan Peceneghi emigrarono nel territorio dell'impero bizantino all'inizio degli anni 1040. Spinti sia dai Cumani sia dai principi della Rus' di Kiev, gli Oghuz si trasferirono nel regione del Basso Danubio nel 1060. I Cumani sconfissero delle truppe inviate dalle Rus' nel 1061 e gli eserciti congiunti dei principi alleati della Rus' nel 1068, evento che permise loro di ottenere il controllo delle regioni occidentali delle steppe eurasiatiche.
L'Ungheria si rivelò improvvisamente esposta alle incursioni dei vicini popoli nomadi. Sono state ritrovate delle monete coniate dal re Stefano e dal suo successore, Pietro Orseolo, a Torda e Kolozsvár (oggi Turda e Cluj-Napoca, in Romania), Cluj e in altri luoghi, a dimostrazione che le fortezze vicine erano regolarmente presidiate nella prima metà dell'XI secolo. I Peceneghi eseguirono un'incursione in Transilvania durante il mandato di re Stefano, come riferito dalle leggende relative alla sua figura. La cronaca di Enrico di Mügeln attesta invece che l'incursione avvenne nel 1028; l'abate Teodorico di Saint-Pierre en Ardennes, il quale voleva viaggiare attraverso l'Ungheria durante il suo pellegrinaggio in Terra santa nel 1053, fu costretto a fare ritorno a causa di un «incursione di barbari» che stava avendo luogo in territorio magiaro. Lo storico Victor Spinei associa questo popolo non meglio identificato ai Peceneghi.
L'invasione del regno ungherese provocò la battaglia che ebbe a luogo a Kerlés, la quale avvenne durante il regno del re Salomone. Quest'ultimo era salito al trono con l'assistenza dei tedeschi nel corso di un'invasione avvenuta quando aveva dieci anni, nel 1063. I suoi cugini, Géza, Ladislao e Lamberto, tentarono di detronizzarlo con l'assistenza della Polonia, ma alla fine strinse con loro una pace, concedendo a Géza il ducato del padre, vasto circa un terzo dell'intero dominio magiaro e che comprendeva le regioni dell'Ungheria a est del fiume Tibisco. La residenza principale del duca Géza era da individuarsi nella fortezza di Bihar (ora Biharia, in Romania).

## La battaglia
La Chronica Picta e altre cronache ungheresi del XIV e XV secolo forniscono resoconti dettagliati dell'invasione del 1068 delle regioni orientali dell'Ungheria. La Chronica Picta afferma che il comandante degli invasori, Oghuz, era il servitore di «Gyula, il duca dei Cumano». Dal canto suo, nelle sue Gesta Hunnorum et Hungarorum, Simone di Kéza, il quale pensava che lo scontro fosse avvenuto durante il regno del cugino di Salomone, Ladislao, ricordò che i predoni erano «Bessi» o Peceneghi, acerrimi nemici degli ungheresi. Gli Annales Posonienses, realizzati durante il Medioevo nell'odierna Bratislava, afferma che i predoni erano Peceneghi, ma colloca erroneamente la schermaglia al 1071. L'invasione è stata datata erroneamente al 1059 in una cronaca della Russia occidentale che identificava gli invasori come Cumani e Valacchi (Rumeni). Gli storici moderni concordano sul fatto che gli invasori del 1068 fossero Peceneghi o Peceneghi e Oghuz; nelle cronache ungheresi medievali l'etnonimo «Cuni» includeva ogni popolo nomade turco. Lo storico István Bóna ritiene che il riferimento a «Gyula, duca dei Comani» nella Chronica Picta abbia permesso di conservare ai posteri la memoria del nome della tribù Jula dei Peceneghi che abitava a ovest del fiume Dnestr.
Uno strato di terra nera e altri segni di una distruzione generale causata da un incendio, risalenti nello specifico al regno di re Salomone, suggeriscono che le fortezze, costruite con terra e legno, a Doboka, Kolozsvár (oggi Cluj-Napoca, in Romania) e Sajósárvár furono distrutte negli anni 1060. Alexandru Madgearu, István Bóna e altri studiosi attribuiscono la distruzione delle fortezze della Transilvania all'invasione del 1068. Gli invasori irruppero in Transilvania attraverso i passi dei Carpazi; secondo lo storico Florin Curta, l'aggressione dimostrerebbe che la regione stava vivendo una fase di prosperità negli anni 1060.
I Peceneghi attraversarono le «porte di Meses» e saccheggiarono la regione del Nyírség, spingendosi fino alla fortezza del Bihar. Dopo aver saccheggiato molto bottino, essi tornarono in Transilvania lungo la valle del fiume Someș, progettando di tornare in patria attraverso il passo di Borgó (il passo di Tihuța, in Romania). Il re Salomone e i suoi cugini, i duchi Géza e Ladislao, radunarono le loro truppe nella fortezza di Doboka per ingaggiate battaglia contro i predoni vicino alla confluenza dei fiumi Beszterce e Sajó (oggi rispettivamente Bistrița e Șieu). Un ricognitore di Marosújvár (Ocna Mureș, in Romania) informò l'esercito ungherese dei movimenti del nemico; nella speranza di evitare di trovarsi in una posizione svantaggiosa, i Peceneghi fuggirono su una collina, ma fu proprio lì che ungheresi riuscirono a surclassare i propri avversari. Secondo lo storico Bóna, la collina Kerlés deve il nome al grido di battaglia Kyrie eleis esclamato dai guerrieri magiari. Il nome alternativo della battaglia, detta di Cserhalom, deriva dall'errore di ortografia del nome di Antonio Bonfini, che scrisse «Cherhelem» anziché «Kyrie eleis».

## Legenda
La leggenda più famosa relativa al duca e futuro re Ladislao, che fu canonizzato dopo la sua morte, ebbe luogo durante la battaglia di Kerlés. Secondo il racconto, che incorpora elementi di precedenti racconti orientali, un guerriero «cumano» tentò di fuggire dal campo di battaglia portando con sé una bella ragazza di Nagyvárad. Il duca Ladislao combatté un duello con il suo avversario «cumano», e nonostante il mangiaro fosse stato ferito riuscì comunque ad uccidere il «pagano». La leggenda è stata riportata in fonti scritte poco dopo la morte di Ladislao, perché identificava la ragazza come figlia del vescovo di Gran Varadino, e il successore di Ladislao, Colomanno il Bibliofilo, proibì il matrimonio dei vescovi. La  vicenda è stata raffigurata sui muri di molte chiese del Regno d'Ungheria, specialmente nei territori del nord e del sud-est (nelle attuali Slovacchia e Romania).

### Esplicative
1. ↑  Le cronache medievali riferiscono che gli invasori erano Cumani o Peceneghi, oppure Cumani e Valacchi (o rumeni). Gli storici moderni identificano gli invasori come Peceneghi oppure una coalizione di Peceneghi e Oghuz.

### Bibliografiche
1. ↑  Pálóczi Horváth (1989), pp. 12, 31.
2. 1 2  Spinei (2009), p. 96.
3. ↑  Pálóczi Horváth (1989), p. 12.
4. ↑  Curta (2006), p. 178.
5. ↑  Curta (2006), p. 182.
6. ↑  De administrando imperio, cap. 37, p. 169.
7. 1 2 3  Pálóczi Horváth (1989), p. 17.
8. 1 2 3 4  Spinei (2009), p. 107.
9. 1 2 3  Curta (2006), p. 304.
10. ↑  Spinei (2009), pp. 107-108.
11. ↑  Spinei (2009), pp. 108-109.
12. ↑  Curta (2006), p. 306.
13. ↑  Spinei (2009), p. 115.
14. ↑  Spinei (2009), pp. 116-117.
15. ↑  Berend, Urbańczyk e Wiszewski (2013), p. 232.
16. ↑  Bóna (1994), p. 139.
17. 1 2  Curta (2006), p. 251.
18. 1 2  Spinei (2009), p. 111.
19. 1 2 3 4  Makk (1994), p. 345.
20. ↑  Berend, Urbańczyk e Wiszewski (2013), p. 176.
21. ↑  Berend, Urbańczyk e Wiszewski (2013), pp. 177, 179.
22. ↑  Bóna (1994), pp. 141-142.
23. 1 2 3  Bóna (1994), p. 147.
24. 1 2 3 4 5 6 7  Spinei (2009), p. 118.
25. 1 2  Chronica Picta, cap. 102, p. 118.
26. ↑  Gesta Hunnorum et Hungarorum, cap. 2.63, p. 139.
27. ↑  Makk e Thoroczkay (2006), p. 338.
28. 1 2  Bóna (1994), pp. 162-163.
29. 1 2  Madgearu (2005), pp. 114, 120-122, 127.
30. 1 2 3 4 5 6 7  Bóna (1994), p. 148.
31. ↑  Szakács (2006), pp. 150, 151.
32. ↑  Szakács (2006), p. 151.
33. 1 2  Pálóczi Horváth (1989), p. 87.

### Fonti primarie
- Costantino Porfirogenito, De administrando imperio, a cura di Gyula Moravcsik, traduzione di Romillyi J. H. Jenkins, Dumbarton Oaks Center for Byzantine Studies, 1967, ISBN 978-0-88402-021-9.
- Giovanni Scilitze, A Synopsis of Byzantine History, 811-1057, traduzione di John Wortley, Cambridge University Press, 2010, ISBN 978-0-521-76705-7.
- Simone di Kéza, Gesta Hunnorum et Hungarorum, traduzione di László Veszprémy e Frank Schaer, CEU Press, 1999, ISBN 963-9116-31-9.
- Dezső Dercsényi, Leslie S. Domonkos (a cura di), Chronica Picta, Corvina, Taplinger Publishing, 1970, ISBN 0-8008-4015-1.

### Fonti secondarie
- (EN) Nora Berend, Przemyslaw Urbańczyk e Przemyslaw Wiszewski, Central Europe in the High Middle Ages: Bohemia, Hungary and Poland, c.900-c.1300, Cambridge University Press, 2013, ISBN 978-05-21-78156-5.
- (EN) István Bóna, The Hungarian-Slav Period (895-1172), in History of Transylvania, Akadémiai Kiadó, 1994,  pp. 109-177, ISBN 963-05-6703-2.
- (EN) Florin Curta, Southeastern Europe in the Middle Ages, 500-1250, Cambridge, Cambridge University Press, 2006, ISBN 978-0-511-81563-8.
- (HU) Ferenc Makk, kerlési csata [Battaglia di Kerlés], in Gyula Kristó, Pál Engel e Ferenc Makk, Korai magyar történeti lexikon (9-14. század) [Enciclopedia dell'Antica Storia Ungherese (IX-XIV secolo)], Akadémiai Kiadó, 1994,  p. 345, ISBN 963-05-6722-9.
- (EN) Alexandru Madgearu, The Romanians in the Anonymous Gesta Hungarorum: Truth and Fiction, Romanian Cultural Institute, Center for Transylvanian Studies, 2005, ISBN 973-7784-01-4.
- (HU) Ferenc Makk e Gábor Thoroczkay, Írott források az 1050-1116 közötti magyar történelemről [Fonti scritte disponibili sulla storia ungherese tra il 1050 e il 1116], I.P.C. Könyvek, 2006, ISBN 978-963-482-794-8.
- (EN) András Pálóczi Horváth, Pechenegs, Cumans, Iasians: Steppe Peoples in Medieval Hungary, Corvina, 1989, ISBN 963-13-2740-X.
- (EN) Victor Spinei, The Romanians and the Turkic Nomads North of the Danube Delta from the Tenth to the Mid-Thirteenth Century, Brill, 2009, ISBN 978-90-04-17536-5.
- (EN) Béla Zsolt Szakács, Between Chronicle and Legend: Image Cycles of St Ladislas in Fourteenth-Century Hungarian Manuscripts, in Erik Kooper, The Medieval Chronicle IV, Rodopi B.V, 2006,  pp. 149-176, ISBN 978-90-420-2088-7.